# 교토쿠 고지
교토쿠 고지(일본어: 行徳 浩二, 1965년 1월 28일 ~ )는 일본의 전 축구 선수이자 현 축구 지도자로 현재 캄보디아 A대표팀과 캄보디아 U-23 대표팀의 사령탑을 겸하여 맡고 있다.

## 선수 시절
1988년부터 1989년까지 독일 레기오날리가의 베르더 브레멘 리저브팀에서 몸 담았지만 단 한경기도 뛰지 못했고 1989년부터 1992년까지 나고야 그램퍼스에서 16경기를 뛰었으며 이후 선수 생활을 마감했다.

## 지도자 경력

### 초기 경력
선수 은퇴 후 고향팀인 시미즈 에스펄스에서 지도자 커리어를 시작한 이후 부탄 축구 국가대표팀, FC 기후, 앙통 FC를 거치며 시미즈의 J리그컵 4강, 천황배 4강 진출을 이끌었고 또한 부탄 대표팀의 사령탑으로 2008년 SAFF 챔피언십에 출전하여 부탄 축구 역사상 첫 국제 대회 4강 진출을 이끌었으며 네팔 축구 국가대표팀의 감독으로 선임된 이후 첫 국제 대회인 2016년 AFC 솔리대리티컵에서 네팔의 AFC 주관 대회 사상 첫 우승을 이끌면서 선수 시절에 이루지 못했던 우승을 감독이 된 후 처음으로 이뤄냈다.

### 캄보디아
2018년 네팔 대표팀 감독직에서 물러나 2019년 캄보디아 리그 2 소속팀인 바티 축구 아카데미와 캄보디아 U-21 국가대표팀의 사령탑으로 동시에 선임된 후 3년차인 2021 시즌 캄보디아 리그 2에서 바티 축구 아카데미의 우승을 지휘했다.

## 대회 성적

### 지도자 (클럽)
시미즈 에스펄스
- J리그컵 : 4강 (2003)
- 천황배 : 4강 (2003)

 바티 축구 아카데미
- 캄보디아 리그 2 : 우승 (2021)

### 지도자 (국가대표팀)
부탄
- SAFF 챔피언십 : 4강 (2008)

 네팔
- AFC 솔리대리티컵 : 우승 (2016)